# ادريانو دي سوزا
ادريانو دي سوزا (بالبرتغالية: Adriano de Souza‏) هو متركمج برازيلي، ولد في 13 فبراير 1987 في غواروجا في البرازيل.

## وصلات خارجية
- ادريانو دي سوزا على موقع الرابطة العالمية لركوب الأمواج (الإنجليزية)
- ادريانو دي سوزا على موقع EncyclopediaOfSurfing.com (الإنجليزية)